# Marodør
En marodør (o. 1705, fra fransk maraudeur, efternøler) betegner en soldat, som under en march på grund af udmattelse, dovenskab eller fejhed ikke kan følge troppen. Ordet bruges særlig om dem, som ved et påskud unddrager sig fra tjenesten eller deserterer, og som under krig benytter den således opnåede frihed til plyndring og røveri.